# Charles Binet-Sanglé
Charles Hippolyte Louis Jules Binet, zwany Binet-Sanglé (ur. 4 lipca 1868 w Clamecy, zm. 14 listopada 1941 w Nicei) – francuski lekarz wojskowy i psycholog. Stał się znany dzięki swojej czterotomowej pracy La folie de Jésus (Szaleństwo Jezusa), w której kwestionował zdrowie psychiczne Jezusa. Wywołała ona polemikę i szczególnie dotknęła środowiska konserwatystów i chrześcijan. Sugestywny naukowiec, pozytywista, Charles Binet-Sanglé wykorzystał swoje dzieło do wprowadzenia swoich racjonalistycznych teorii, według których całkowita rezygnacja z własnych przekonań na rzecz „wiary” jest objawem patologii natury fizjologicznej.
Jego prace pozwalają na przybliżenie go do różnych prądów epoki. Przede wszystkim do neolamarkizmu, z którym podziela „całkowity materializm” i uwzględnianie wpływu środowiska na indywidualny rozwój jednostki. Ponadto, antropologia kryminalna Alexandra Lacassagne’a (1843–1924) i Gabriela Tarde (1843–1904), szkoła, która sama w sobie przesiąknięta jest neolamarkizmem, i która z pewnością odegrała ważną rolę w ukształtowaniu Charlesa Bineta-Sanglé, w szczególności poprzez specyficzne podejście do konkretnych problemów społecznych i ludzkich, które proponuje. Jednak to neomaltuzjanizm stanowi główny nurt przyjęty przez Charlesa Bineta-Sanglé.
Jego prace to połączenie teorii antropologicznej i refleksji, stosunkowo popularnych w epoce, gdy tworzyła się genetyka, jako sposób na poprawę ludzkiego potencjału (jego książka Le Haras humain (Ludzka stadnina), 1918). W książce tej można dostrzec odwzorowanie doktryny cenionej przez Paula Robina (1837–1912), w myśl której medycyna i nauka powinny dążyć do promowania jakości urodzeń, a nie ich liczebności (neomaltuzjanizm zdecydowanie propaguje zmniejszenie liczby narodzin), doktryna broniona przez słynnego pedagoga, niestrudzonego aktywistę i utworzoną w tym celu w 1896 roku Ligue de Régénération humaine (Ligę ludzkiej regeneracji).

## Życiorys
Syn Edme’a Hyppolite’a Bineta (ur. 1810), emerytowanego szefa batalionu, i Pauliny Sanglé (ur. 1839), Charles Binet zostaje przyjęty 24 października 1889 jako „stypendysta z wyprawką” do Wojskowej Szkoły Służb Medycznych w Lyonie. W 1892 roku na wydziale medycyny w Lyonie broni swojej pracy doktorskiej z medycyny, poświęconej medycynie sądowej, pod kierunkiem profesora Alexandre’a Lacassagne’a, lekarza, który we Francji położył podwaliny pod antropologię kryminalną, dyrektora Archiwów Antropologii Kryminalnej, który od 1878 roku kierował katedrą medycyny sądowej na Wydziale Medycyny w Lyonie.
Został zapamiętany jako zbuntowany uczeń, „kłótliwy” i kontestator. Czas, jaki spędzał w Wojskowej Szkole Służb Medycznych był ubarwiony licznymi incydentami. Uważany przez swoich przełożonych za „wybitny umysł”, krytykowany jest jednakże za „brak wojskowego ducha”. Krytykowano go również regularnie za jego antyklerykalizm (powtarzająca się wzmianka w raportach rocznych jego przełożonych).
Lekarz stażysta (1892), pomocnik lekarza wojskowego II klasy (1893), a następnie I klasy (1895), zostaje lekarzem wojskowym II klasy w 1900 roku i I klasy w 1908 roku. Początkowo służył w jednostkach wojskowych a następnie w latach 1907–1912 zatrudniony był w szpitalu Begin (Dolina Marny, k. Paryża). Później, w latach 1912–1914 służył w Algierii. Po ogłoszeniu wojny w 1914 roku mianowany zostaje głównym lekarzem 143. Regimentu Piechoty. W październiku 1915 zostaje głównym lekarzem szpitali w Egipcie. W listopadzie 1915 awansuje na stanowisko naczelnego lekarza II klasy. Następnie, w październiku 1916 zostaje głównym lekarzem w szpitalu w Salonikach na Wschodnią Armię. W marcu 1918 zostaje głównym lekarzem w Rabacie a następnie, w kwietniu 1919, zostaje przydzielony do szpitala Begin. W październiku 1923 zostaje mianowany głównym lekarzem Paryża, a w czerwcu 1924 awansuje na stanowisko naczelnego lekarza I klasy. Jego kariera kończy się w lipcu 1927, po przekroczeniu granicy wieku wykonywania zawodu.
W 1903 roku pozwolono mu uczyć w l’École de psychologie (Szkole Psychologii) w Paryżu, między innymi pod opieką Marcellina Berthelota (1827–1907) i Théodula Ribota (1839–1916). W 1912 roku zostaje Kawalerem Legii Honorowej a następnie, w 1922 roku uhonorowany zostaje rangą oficera Legii Honorowej.

## Dzieła
Bardzo liczne artykuły w czasopismach z dziedziny medycyny, psychologii i antropologii były dziełem Charlesa Bineta-Sanglé, publikowane w szczególności w Archives d'anthropologie criminelle (Archiwach antropologii kryminalnej), Archives de neurologie (Archiwach neurologii), La Chronique médicale (Kronice medycznej) i Annales médico-psychologiques (Annałach medyczno-psychologicznych). Do tego należy dodać liczne książki opublikowane w latach 1905–1931.
Jest on oryginalnym myślicielem, który pozostaje jednak pod wpływem antyklerykalizmu i pozytywizmu naukowego swoich czasów. Skandal, jaki wywołała jego książka La folie de Jesus (Szaleństwo Jezusa), zwłaszcza w kręgach konserwatywnych i religijnych, spowodował, że ograniczono się do traktowania jego prac przede wszystkim, jako krytyki samych fundamentów wiary religijnej. O ile trudno jest zakwestionować zjadliwość antyklerykalizmu autora, która wyjaśnia, podobnie jak czynił to Freud w tej samej epoce, (np. w Die Zukunft einer Illusion (Przyszłość pewnego złudzenia)), potrzebę religii jako objaw patologiczny, nie można jednakże ograniczyć zakresu zainteresowań Charlesa Bineta w tej kwestii.
W Le Haras humain (pierwsze wydanie z 1918 roku – Wydawnictwo Albin Michel), rozwija on ogólną teorię antropologiczną, która opiera się na potrzebie nowej edukacji w oparciu o wybór osób z największym potencjałem w odniesieniu do ich przyszłej roli w społeczeństwie. Edukacja i nauka, które uważane są za „ludzką stadninę” bezpośrednio zainspirowane są zasadami pedagogicznymi Paula Robina, pedagoga i przywódcy nurtu neomaltuzjańskiego we Francji, do którego Le Haras humain odnosi się bardzo wyraźnie.
Pod wpływem ortopatii i antropologii kryminalnej (szczególnie lyońskiej szkoły, której liderem był Alexandre Lacassagne), zaciekły obrońca idei neomaltuzjańskich, Binet Singlé może z tego tytułu być wiązany z LRH (Ligą Ludzkiej Regeneracji założoną przez Paula Robina) i z elitarną eugeniką, której ta broniła. Będąc blisko emancypacyjnych idei neomaltuzjanizmu, w szczególności ograniczenia liczby urodzeń, opowiedział się za antykoncepcją i legalizacją aborcji. Z tego powodu stał się on ofiarą ustawy z dnia 31 lipca 1920, która uznawała za nielegalne wszelkie publikacje na temat środków antykoncepcyjnych. Wydanie Le Haras humain w 1918 roku zostało ocenzurowane i pozbawione rozdziałów jawnie opowiadających się za neomaltuzjanizmem. Interesował się on również eutanazją (zwaną „negatywną eugeniką”, w przeciwieństwie do „pozytywnej eugeniki” Le Haras humain) i samobójstwem wspomaganym (L’Art de mourir, défense et technique du suicide secondé – Sztuka umierania, obrony i techniki wspomaganego samobójstwa, Wydawnictwo Albin Michel, 1919).
Nagroda dr Bineta-Sanglé (literatura i filozofia) przyznawana przez Akademię Francuską została ustanowiona w 1952 roku, jako hołd dla jego twórczości.

## Publikacje

### Rozprawa z zakresu medycyny
- Histoire de l’examen médico-judiciaire des cadavres en France (Historia medycyny sądowej w zakresie badania zwłok we Francji) 1892, Lyon, Wydawnictwo A. Storck, 1 tom, 120 stron[6].

### Artykuły (niepełna lista)
- “L’anthropologie surnormale”, Revue encyclopédique, 1896.
- “La méthode en anthropologie surnormale”, Anjou médical, 1897.
- “L’épilepsie chez Gustave Flaubert”, La Chronique médicale, 1899.
- “La maladie de Blaise Pascal”, Annales médico-psychologiques, 1899.
- “Nécessité d’une classification nouvelle en neuropathologie”, Anjou médical, 1899.
- “Physiologie pathologique de l’attaque d’apoplexie”, Revue neurologique, 1900.
- “Théorie des neuro-diélectriques”, Archives de neurologie, 1900.
- “Le crime de suggestion religieuse et sa prophylaxie sociale”, Archives d’anthropologie criminelle, 1901.
- “L’amiboïsme des neurones”, Progrès médical, 1902.
- “Physio-psychologie des religieuses”, Archives d’anthropologie criminelle, 1902.
- “Nœvus veineux et hystérie”, Nouvelle iconographie de la Salpêtrière, 1903.
- “Expériences sur la transmission directe de la pensée”, Comptes-rendus de l’association pour l’avancement des sciences, 1903.
- “Le Prophète Élie”, Archives d’anthropologie criminelle, 1904.
- “Le Prophète Élisée”, Archives d’anthropologie criminelle, 1905.
- “La peur et les conditions physiologiques du courage”, Archives d’anthropologie criminelle, 1905.
- “La lutte contre les maladies de crachement dans les collectivités”, Revue d’hygiène, 1909.
- “La santé de nos soldats”, article paru dans le journal Le Matin du 7 mars 1912.

### Dzieła opublikowane
- Les Prophètes juifs : études de psychologie morbide (des origines à Élie). Paris : Dujarric & Cie, 1905. 330 p.
- Les Lois psycho-physiologiques du développement des religions. Paris : Maloine, 1907. 400 p.
- La Folie de Jésus (tome 1). Son hérédité. Sa constitution. Sa physiologie. Paris : Maloine, 1908. 316 p.
- La Folie de Jésus (tome 2). Ses connaissances. Ses idées. Son délire. Ses hallucinations. Paris : Maloine, 1910. 516 p.
- La Folie de Jésus (tome 3). Ses facultés individuelles. Ses sentiments. Son procès. Paris : Maloine, 1912. 537 p.
- La Folie de Jésus (tome 4 et dernier) Sa morale, son activité. Diagnostique de sa folie Alger : chez l’auteur, 1915. 492 p.
- Le Haras humain. Paris : Albin Michel, 1918. 244 p.
- Le Haras humain. Paris : Albin Michel, 1926. 269 p.
- L’Art de mourir. Paris : Albin Michel, 1919. 154 p.
- La Fin du Secret (Applications de la perception directe de la pensée). Paris : Albin Michel, 1922. 528 p.
- Les Ancêtres de l’homme. Paris : Albin Michel, 1931. 290 p.

### Patent
- "Nowy medyczny samochód wojenny", francuski patent nr 470960, złożony w 1915 roku.